# Colibrí maragda de Canivet
El colibrí maragda de Canivet (Cynanthus canivetti) és una espècie d'ocell de la família dels troquílids (Trochilidae) que habita zones forestals des del sud-est de Mèxic fins Costa Rica.